# Opostegidae
Opostegidae là một họ côn trùng trong bộ Cánh vẩy, đặc trưng bởi bao mắt lớn (xem thêm Nepticulidae, Bucculatricidae, Lyonetiidae). Opostegidae là họ đa dạng nhất ở các vùng nhiệt đới của Tân Thế giới.
Các loài bướm đêm nhỏ, màu trắng này có thể là sâu đục thân. Ở châu Âu chúng sống trên các loài Lycopus, Mentha và Rumex, nhưng đặc điểm sinh học của chúng thì chưa được biết đến nhiều. Phân họ Oposteginae có 87 loài đã được miêu tả và Opostegoidinae có 15 loài đã được miêu tả.